# Медведев, Сергей Константинович
Серге́й Константи́нович Медве́дев (род. 2 июня 1958, Калининград, РСФСР, СССР) — советский и российский журналист, кинематографист и телеведущий.

## Биография
Сергей Медведев родился 2 июня 1958 года в Калининграде в семье тележурналиста. Профессиональную карьеру начал в местной газете.
В 1981 году окончил факультет журналистики МГУ, прошёл обучение на Высших экономических курсах при Госплане СССР.
С 1981 по 1991 год работал в Государственном Комитете СССР по телевидению и радиовещанию (Гостелерадио СССР), делал репортажи и очерки из разных республик и областей страны. С диктофоном в руке объездил страну, делая репортажи с мест.
В 1991—1992 годах Медведев работал обозревателем Студии информационных программ телевидения Всесоюзной государственной телерадиовещательной компании. Через некоторое время стал ведущим информационной программы «Время» и вёл репортажи с первых съездов депутатов, а также программу «120 минут» (позже «Доброе утро» на ОРТ).
Во время августовских событий 1991 года Медведев был единственным журналистом, который смог рассказать в эфире о событиях в столице в тот период. За этот репортаж Медведев был уволен, но ненадолго. Вскоре он возвратился на телевидение обозревателем Информационного телевизионного агентства Российской государственной телерадиовещательной компании «Останкино». В этот период деятельности Медведев стал главным интервьюером первых лиц государства. Он взял интервью у Михаила Горбачёва, Анатолия Чубайса, Виктора Черномырдина, Бориса Ельцина, Юрия Лужкова.
С 15 марта 1995 по 13 августа 1996 года — пресс-секретарь президента Российской Федерации и помощник президента Российской Федерации Б. Н. Ельцина.
После отставки с должности пресс-секретаря Медведев вновь вернулся на телевидение и стал первым заместителем генерального директора ОРТ, откуда в ноябре 1997 года ушёл в департамент общественных связей РАО ЕЭС России. В 2000 году Медведев участвовал в выборах в Государственную думу третьего созыва по Калининградскому округу № 84 в качестве независимого кандидата, но по итогам голосования занял второе место. В 2007 году на думских выборах баллотировался по партсписку «Справедливой России» в депутаты от Калининградской области.
В 2001—2003 годах Медведев избирался председателем Совета директоров ЗАО «Независимая телекомпания РТС» (г. Москва).
С 2003 года Медведев занимал должность председателя совета директоров независимой телекомпании «Останкино». Вместе с Алексеем Пимановым являлся соучредителем одной из крупнейших телекомпаний страны «Останкино», которая производит для «Первого канала» такие программы, как «Человек и закон», «Здоровье», «Часовой» (в разное время она также производила программы «Вкусные истории», «Армейский магазин», «Кумиры», документальные циклы «Кремль-9», «Лубянка», «Документальный детектив», «Тайны века», «Рождение легенды», «Ударная сила», «Спецназ»). Он автор и ведущий ряда документальных фильмов и популярных телевизионных циклов, в том числе исторического документального цикла «Лубянка» (ОРТ, «Первый канал», 2001—2007), который завоевал высшую телевизионную награду «ТЭФИ» в номинации «Сериал телевизионных документальных фильмов». Автор документального фильма «Лебединое озеро по заказу ГКЧП» (ОРТ, 2001) и ряда фильмов из серии «Тайны века» («Первый канал», 2003—2019).
До декабря 2017 года — генеральный директор телекомпании «Останкино».
С декабря 2017 года — руководитель «Студии Сергея Медведева».
С 15 августа 2016 года — продюсер, автор сценария и ведущий документального цикла «Загадки века» на телеканале «Звезда».
С 12 декабря 2021 года — продюсер, автор сценария и ведущий документального цикла «Назад в СССР» на канале «ТВ Центр».
Член Союза журналистов РФ. Член Союза кинематографистов РФ.

## Фильм о Николае Гастелло
В 2006 году на «Первом канале» в цикле «Тайны века» вышел фильм Сергея Медведева под названием «Николай Гастелло. Кто совершил великий подвиг?». Почти сразу же против этого фильма выступил сын Гастелло, Виктор, обвинив Сергея Медведева и «Первый канал» во лжи и клевете.

## Участие в других проектах
В 2013 году снялся в роли самого себя в телесериале «Вангелия».

## Семья
Женат. Имеет сына и дочь.

## Награды
- Медаль «Защитнику свободной России» (2 февраля 1993) — за исполнение гражданского долга при защите демократии и конституционного строя 19—21 августа 1991 года[23].
- Телевизионная премия «ТЭФИ» (номинация «Сериал телевизионных документальных фильмов», 2002) — за документальный фильм «Лубянка». «Л. Троцкий. Обречён на убийство»[24].
- Премия ФСБ России (номинация «Телевизионные и радиопрограммы», 2007) — за документальный фильм «Операция Агент.ru» из цикла «Лубянка».
- Премия ФСБ России (номинация «Телевизионные и радиопрограммы», 2009) — за документальный фильм «Юрий Андропов. Пятнадцать месяцев надежды».
- Премия ФСБ России (номинация «Телевизионные и радиопрограммы», 2012) — за документальный цикл «Тайны разведки».
- Премия ФСБ России (номинация «Телевизионные и радиопрограммы», 2014) — за документальные фильмы о сотрудниках органов безопасности.

## Классный чин
- Действительный государственный советник Российской Федерации 1 класса[25].